# Sabartés
El Sabartés (en catalán: Sabartès) es una denominación histórica del territorio situado al sur del condado de Foix, en la cuenca alta del río Ariège. Tarascon-sur-Ariège  es la población principal.

## Historia
Un vicus o vicaria de Sabartensis se menciona en el siglo IX como un lugar de la Iglesia de la Virgen María de Sabart construida en la confluencia del río Ariège y del Vicdessos, cerca de Tarascon-sur-Ariège. A finales de la Alta Edad Media el Sabartès es una marca del pagus y de la arquidiócesis de Toulouse. Entonces formaba parte del condado de Tolosa (X). La gestión del valle alto del Arieja irá a cargo de la familia de los condes de Carcasona.
En el XI , Roger el Viejo es señor de Foix. A su muerte, sus bienes son compartidos y su hijo pequeño, Bernat Roger recibe el Sabartés y la tierra de Foix así como el condado de Coserans y su obispado, la mitad del Volvestre, el Daumasan, el Podaguès y el Aganaguès (Pàmies, Savardun, Hers). Por su parte, las iglesias y monasterios que pertenecían a la familia de Carcasona y que se encontraban en estos territorios se dieron a su hermano, Pere, obispo de Gerona.
Durante los años 1050-1120, los condes de Foix intentarán afianzar sus derechos sobre el condado. Esta política los enfrentará con la nobleza local y los poderes vecinos.
En el XI , los condes de Cerdaña tenían derechos importantes. Estos derechos se perdieron durante el XIII .
Desde 2014, Sabarthés da nombre también a un cantón.